# Uprising (album Boba Marleya & the Wailers)
Uprising – wydany w 1980 roku album Boba Marleya & The Wailers. Ostatni album nagrany w całości i wydany za życia Marleya. Druga część planowanej trylogii, której pierwszą częścią był album Survival.

## Lista utworów
| 1.  | "Coming in from the Cold" | 4:30  |
|     |                           |       |
| 2.  | "Real Situation"          | 3:08  |
|     |                           |       |
| 3.  | "Bad Card"                | 2:50  |
|     |                           |       |
| 4.  | "We and Dem"              | 3:12  |
|     |                           |       |
| 5.  | "Work"                    | 3:41  |
|     |                           |       |
| 6.  | "Zion Train"              | 3:36  |
|     |                           |       |
| 7.  | "Pimper's Paradise"       | 3:27  |
|     |                           |       |
| 8.  | "Could You Be Loved"      | 3:57  |
|     |                           |       |
| 9.  | "Forever Loving Jah"      | 3:52  |
|     |                           |       |
| 10. | "Redemption Song"         | 3:47  |
|     |                           |       |
|     |                           | 36:00 |
|     |                           |       |
Wydana w 2001 roku zremasterowana wersja płyty zawiera dodatkowo alternatywne wersje utworów "Redemption Song" (wykonanie z zespołem) oraz "Could You Be Loved" (singiel 12").

## Muzycy
- Bob Marley - śpiew, gitara
- Aston Barrett - gitara basowa, fortepian, gitara, perkusjonalia
- Carlton Barrett - perkusja
- Tyrone Downie - keyboard, chórki
- Alvin Patterson - perkusjonalia
- Junior Marvin - gitara, chórki
- Earl Lindo - keyboard
- Al Anderson - gitara
- I Threes - chórki